# Devendra Banhart
Devendra Banhart (engl. Devendra Banhart; rođen 30. maja 1981. u Hjustonu, Teksas, SAD) je folk rok kantautor i muzičar. Banhartova muzika se klasifikuje kao indi folk, psiho folk, frik folk, naturalizmo ili kao „New weird America“. Tekstovi su mu često nadrealni.

## Biografija
Banhart potiče iz Venecuele a trenutno živi u Los Anđelesu. Popularnost mu je porasla kada je Njujorku počeo da snima u izdavačkoj kući Young God Records. „Otkrio“ ga je Majkl Gira, koji je izdao njegov album Oh Me Oh My.... 
Godine 2005, Banhart je zajedno sa Endijem Kebikom osnovao izdavačku kuću Gnomonsong.

## Diskografija
- -{The Charles C. Leary (2002)
- Oh Me Oh My... The Way the Day Goes By the Sun Is Setting Dogs Are Dreaming Lovesongs of the Christmas Spirit (2002)
- The Black Babies (2003)
- Rejoicing in the Hands (2004)
- Niño Rojo (2004)
- Cripple Crow (2005)
- Devendra Banhart/Jana Hunter (2005)
- Smokey Rolls Down Thunder Canyon (2007)
- What Will We Be (2009)
- Mala (2013)
- Ape in Pink Marble (2016)
- Ma (2019)}-

## Spoljašnje veze
- Zvanična stranica
- - dokumentarna emisija o frik folku
- Slike s nastupa